# Canales incisivos
Los canales incisivos (también conocidos como canales nasopalatinos) son dos conductos óseos del paladar duro anterior que conectan la cavidad nasal con la cavidad oral . Un canal incisivo recorre cada maxilar . Ambos canales incisivos convergen medialmente. 
Cada canal incisivo transmite un nervio nasopalatino y una anastomosis de la arteria palatina mayor y una rama septal posterior de la arteria esfenopalatina . 

## Anatomía
El canal incisivo tiene una longitud promedio de 10 mm y un ancho promedio de hasta 6 mm en la fosa incisiva (las dimensiones del canal pueden cambiar con la edad, los traumatismos y la pérdida de piezas dentales). 

### Trayectoria y comunicación con las cavidades del viscerocráneo
Los dos canales incisivos generalmente tienen una morfología característica en forma de Y o de V (en el 60% de los individuos): arriba, cada canal incisivo se comunica con la cavidad nasal a través de los agujeros nasales (en los aspectos laterales del septo nasal); abajo, los dos canales incisivos convergen medialmente para comunicarse con la cavidad oral en el aspecto medial de la fosa incisiva  a través de los agujeros incisivos . 
Variaciones
Existen varias morfologías alternativas de los canales: los dos canales pueden no converger en ningún punto, pueden tener múltiples aberturas en su porción superior o puede estar presente un solo canal (con una abertura inferior y otra superior). 

### Contenido
Por cada canal asciende la rama terminal de la arteria palatina mayor (para anastomosarse con la rama septal posterior de la arteria esfenopalatina) mientras que desciende el nervio nasopalatino (para anastomosarse con el nervio palatino mayor). 